# Zaključёnnye
Zaključёnnye (Заключённые) è un film del 1936 diretto da Evgenij Veniaminovič Červjakov.